# Wiesław Gołas
Wiesław Ryszard Gołas est un acteur de théâtre, de cinéma et de télévision polonais, né le 9 octobre 1930 à Kielce et mort le 9 septembre 2021 à Varsovie.

## Filmographie partielle

### Au cinéma
- 1955 : Une fille a parlé : le gendarme allemand
- 1959 : La Dernière Charge : le soldat
- 1960 : De la veine à revendre : le Officier de l'UB
- 1961 : Mąż swojej żony (Le mari de sa femme) : le boxeur Józek Ciapuła
- 1962 : L'Impossible Adieu) : le mime Robert
- 1963 : L'Art d'être aimée : le soldat allemand
- 1963 : Zacne grzechy de Mieczysław Waśkowski : Zbigniew Trzaska
- 1965 : Le Manuscrit trouvé à Saragosse : guitariste de l'auberge
- 1967 : Et l'Angleterre sera détruite : Edouard
- 1968 : La Poupée : baron Krzeszowski
- 1970 : Mały : Nijaki
- 1973 : Poszukiwany, poszukiwana (Recherché, recherchée) : Karpiel
- 1974 : Plus fort que la tempête : Stefan Czarniecki
- 1974 : Nie ma róży bez ognia (Il n'y a pas de rose sans feu) : Malinowski
- 1976 : Brunet wieczorową porą (Un brun, un soir) : Kazik Malinowski
- 1979 : Yaroslavna, Reine de France (Ярославна, королева Франции) d'Igor Maslennikov

### À la télévision
- 1966-1970 : Czterej pancerni i pies (Quatre tankistes et un chien) : caporal Tomasz Czereśniak

### Doublage polonais
- 1951 : Alice au pays des merveilles : le Lièvre de mars[2]